# Ole Johan Skjelbred-Knutsen
Ole Johan Skjelbred-Knutsen (ur. 2 września 1972 w Norwegii) – norweski aktor teatralny i filmowy. Pracuje w różnych teatrach, w tym Narodowym oraz Norweskim w Oslo. Właśnie obecnie mieszka w tym samym mieście.

## Filmografia
| Rok       | Tytuł origynalny                  | Tytuł polski                | Rola                                       |
| --------- | --------------------------------- | --------------------------- | ------------------------------------------ |
| 2007      | Pepper                            |                             |                                            |
| 2008-2009 | Honningfelle (serial telewizyjny) |                             | lekarz                                     |
| 2009      | Knerten                           | Patyk                       | tata Vesly                                 |
| 2010      | Knerten gifter seg                | Patyk się żeni              | tata Vesly                                 |
| 2011      | Jørgen + Anne = sant              | Absolutnie prawdziwa miłość | tata Jørgena                               |
| 2011      | Få meg på, for faen!              | Rozpal mnie, do cholery     | szef gospodarstwa produkującego rzodkiewki |
| 2013      | Jord over vind (krótki film)      |                             |                                            |
| 2015      | Alt det vakre                     |                             | sąsiad                                     |
| 2016      | Løvekvinnen                       | Kobieta Lew                 | lekarz Levin                               |
| 2018      | Vann over ild                     |                             |                                            |
| 2019      | ZombieLars (serial telewizyjny)   |                             | Ove                                        |
| 2021      | HAN                               | ON                          | tata Haralda                               |